# Gordon Beck
Gordon Beck (16. září 1935 – 6. listopadu 2011) byl anglický jazzový klavírista a hudební skladatel. Narodil se v Londýně a hru na klavír studoval od mládí, avšak rozhodl se rozvíjet kariéru v oblasti technického kreslení. V roce 1957 se odstěhoval do Kanady, ale již následujícího roku se vrátil zpět do Anglie. Právě v té době se opět začal věnovat hudbě. Profesionálním hudebníkem se stal v roce 1960 a ještě téhož roku si zahrál po bohu amerického saxofonisty Dona Byase. V roce 1960 se stal členem kapely Tubbyho Hayese. Později vedl vlastní skupiny. Také nahrál několik alb s Philem Woodsem. V sedmdesátých letech působil v kapele Nucleus. Zemřel v roce 2011 ve věku 76 let. Již několik let před smrtí přestal kvůli zdravotnímu stavu vystupovat.